# La Rivière (Gironda)
 La Rivière  es una población y comuna francesa, situada en la región de Aquitania, departamento de Gironda, en el distrito de Libourne y cantón de Fronsac.

## Demografía
| 334 | 310 | 350 | 367 | 322 | 321 |
| Para los censos de 1962 a 1999 la población legal corresponde a la población sin duplicidades (Fuente: INSEE [Consultar]) |     |     |     |     |     |